# Traditionella skolan

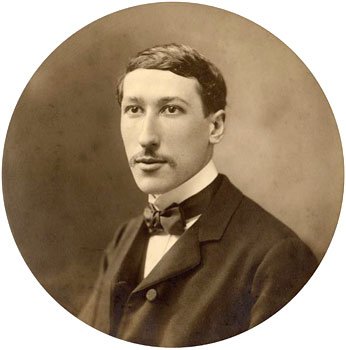
René Guénon (1886–1951).

Den Traditionella skolan är en religionsfilosofisk strömning som hämtat influenser från  metafysikern René Guénon (1886–1951). Dess principer anses dock vara tidlösa och närvarande i alla autentiskt religiösa traditioner. Den Traditionella skolans lära är även känd under namnet perennialism eller sophia perennis ("den tidlösa visdomen"). Termen philosophia perennis har sitt ursprung i renässansen. Det hinduiska begreppet Sanatana Dharma – den eviga doktrinen – har samma innebörd.

## Anhängare
De andra grundarna av den Traditionella skolan var den lankesiske forskaren Ananda Coomaraswamy (1877–1947) och den schweiziske mystikern Frithjof Schuon (1907–1998). Med tiden kom fler framträdande personer att ansluta sig som Titus Burckhardt (1908–1984), Martin Lings (1909–2005) och professor Seyyed Hossein Nasr (1933–). Flera stora namn har under 1900-talet varit starkt influerade av denna skola, inte minst nobelpristagaren i litteratur T.S. Eliot (1888–1965), den rumänskfödde religionshistorikern Mircea Eliade (1907–1986) samt den italienske esoterikern och politiske tänkaren Julius Evola (1898–1974). I Sverige är det framförallt sufierna Tage Lindbom (1909–2001) och Kurt Almqvist (1912–2001) som gjort sig till språkrör för den Traditionella skolans idéer.

## Grundläggande lärosatser
Den Traditionella skolans grundläggande lärosatser utgår från att kärnan i alla autentiska religiösa traditioner är sann, och härstammar från en primordial tradition. Guénons verk baserar sig i hög grad på hinduiska, daoistiska, islamiska, judiska och kristna källor. Till en början avvisade Guénon buddhismen som kättersk. På anmodan av Marco Pallis (som tillhörde den Traditionella skolan och konverterat till tibetansk buddhist) fick dock Coomaraswamy honom att inse att den buddhistiska ortodoxins essens överensstämde med den hinduiska Vedanta. Guénon lät då införa rättelser med hänvisningar till buddhismen i sina tidigare verk.
I motsats till den modernistiska framstegstanken, och i överensstämmelse med alla traditioner, menar man att världen är försatt i ett tillstånd av intellektuellt och andligt förfall, vilket var oundvikligt redan från första början av den historiska cykeln. Enligt Guénon befinner vi oss idag vad man i väst klassiskt kallade för järnåldern, vilket är detsamma som hinduerna kallar Kali Yuga (den mörka tidsåldern). Guénon kritiserade de destruktiva tendenserna i modernitetens utveckling och ställde dessa mot Österlandets levande äkta esoterism. Han menade att västvärlden, till skillnad från många andra kulturer, har förlorat sin förbindelse med den primordiala traditionen. (Andra från den Traditionella skolan har efter Guénon dock menat att modernismens inflytande numera har global spridning och att därför inte går att göra en sådan skarp uppdelning mellan väst och den övriga världen längre.) Förfallet inleddes ursprungligen långt tillbaka i tiden men rättades till av kristendomen som återinförde den primordiala traditionen i en modifierad form. Det verkligt avgörande vändpunkten mot förfallet ägde dock rum vid tiden för renässansen, på 1300-talet. (En utförligare redogörelse för detta finns i Guénons klassiska verk Crisis of the modern world).

## Referenslitteratur
- The Crisis of the Modern World, (ursprungligen 1927), ISBN 0-900588-24-1, René Guénon (Sophia Perennis et Universalis)
- I tjänst hos det enda – ur René Guénons verk, 1977, ISBN 91-27-00355-8 inledning och översättning av Kurt Almqvist (Natur och Kultur)
- Knowledge and the Sacred, 1981, ISBN 0-85224-433-9, Seyyed Hossein Nasr (Edinburgh University Press)
- Traditionalism: Religion in the Light of the Perennial Philosophy, 2000, ISBN 955-9028-04-9, Harry Oldmeadow & Kenneth Oldmeadow (Sri Lanka Institute of Traditional Studies)
- I Frithjof Schuons fotspår, 2003, ISBN 91-518-4138-X, Tage Lindbom (Prisma)